# Eupholidoptera mersinensis
Eupholidoptera mersinensis är en insektsart som beskrevs av Salman 1983. Eupholidoptera mersinensis ingår i släktet Eupholidoptera och familjen vårtbitare. Inga underarter finns listade i Catalogue of Life.